# Rachael Gunn
Rachael Louise Gunn (* 2. September 1987 in Hornsby, New South Wales) ist eine australische Kulturanthropologin und ehemalige professionelle Breakdancerin. Als solche trat sie unter dem Künstlernamen Raygun an. Sie trat für Australien bei den Olympischen Sommerspielen 2024 in der Disziplin Breaking an, wo sie nicht über die erste Runde hinauskam. Teile ihrer Performance verbreiteten sich als Meme im Internet. Im September 2024 wurde sie Erstplatzierte der Weltrangliste im Breaking der World DanceSport Federation.

## Werdegang
Bereits als Kind interessierte sich Gunn fürs Tanzen und hatte Unterricht im Gesellschaftstanz, Stepptanz und verschiedenen Jazz-Stilen. Nach der Schule studierte sie am Barker College und anschließend an der Macquarie University, wo sie 2009 ihren Abschluss machte. In den 2010er Jahren kam sie über ihren damaligen Freund und jetzigen Ehemann mit der Breakdance-Kultur in Berührung. Nachdem er sie dazu ermutigt hatte, begann sie in ihren Zwanzigern mit dem Breakdance. Sie nahm den Künstlernamen Raygun an, manchmal mit dem Zusatz B-Girl versehen. 2017, als sie bereits Teil der Breakdance-Kultur war, legte sie an ihrer Alma Mater den Ph.D. im Fach Kulturwissenschaft ab. Ihre Doktorarbeit trug den Titel „Deterritorializing Gender in Sydney's Breakdancing Scene: A B-Girl's Experience of B-Boying“ (deutsch etwa: „Geschlechterdeterritorialisierung in der Breakdance-Szene von Sydney: Die Erfahrungen eines B-Girls mit dem B-Boying“). Während ihrer Doktorarbeit unterbrach sie ihre Breakdance-Karriere und kehrte 2018 in die Breakdance-Szene zurück.
Gunn lehrt und forscht seit ihrer Promotion am Institut für Medien, Kommunikationswissenschaft, Kunst, Sprache und Literatur an der Kunstfakultät der Macquarie University. Ihre Forschungsschwerpunkte sind Breakdance, Streetdance, Hip-Hop, Jugendkulturen, Gender Studies und Politik.
Sie ist mit dem Breakdancer Samuel Free verheiratet.

## Breakdance-Karriere
Gunn trat als B-Girl Raygun seit Mitte der 2010er Jahre bei verschiedenen Wettbewerben im Breakdance an. Sie war als sogenanntes B-Girl an der Spitze der Australian Breaking Association 2020 und 2021 und trat bei den World Breaking Championships in Paris 2021, Seoul 2022 und Löwen 2023 an. 2023 gewann sie die Ozeanienmeisterschaft, womit sie sich für die Olympischen Sommerspiele 2024 qualifizierte.
Breaking war erstmals bei den Olympischen Sommerspielen 2024 für eine Art Testlauf vertreten. Bei dem Jeder-gegen-jeden-Turnier schied sie in der ersten Runde aus und erhielt von der Jury null Punkte. Nach ihren Auftritten gingen Standbilder und kurze Clips viral, die sie in unvorteilhaften Positionen zeigten, unter anderem wie sie ein Känguru imitiert. In einem späteren Interview gab sie an, sich als Underdog gefühlt und gewusst zu haben, dass sie athletisch nicht mit den anderen und größtenteils viel jüngeren Teilnehmerinnen mithalten konnte. Deshalb habe sie versucht, einen eher künstlerischen Ansatz zu wählen, der jedoch bei den Juroren keinen Anklang gefunden habe. Unterstützung erhielt sie von Anna Meares, der Kapitänin des australischen Olympiateams, die das Trolling sowie misogyne Kommentare gegenüber Gunn kritisierte, einem Sprecher der Universität sowie von einem Juror des Wettbewerbs. Kritisiert wurde der Auftritt jedoch von Niels Robitzky, der sich in den 1990er Jahren als Breakdancer einen Namen gemacht hatte und heute als Choreograph arbeitet. Im Anschluss an den Wettbewerb gab es Gerüchte, dass sie sich die Teilnahme an den Olympischen Spielen durch ihren Mann erschlichen habe. Dies waren jedoch Falschangaben. Basierend auf diesen und weiteren Gerüchten wurde auf Change.org eine Petition gestartet, die sich gegen das Auswahlverfahren sowie gegen Gunn und Meares richtete. Das Australian Olympic Committee (AOC) wehrte sich gegen die Petition und die darin auftauchenden Vorwürfe.
Im September 2024 wurde sie Weltranglistenerste im Breaking der World DanceSport Federation, die die vier besten Ergebnisse von Ranglistenturnieren innerhalb eines Jahres umfasst. Anfang November 2024 verkündete Gunn ihr Karriereende als professionelle Breakerin.

## Werke

### Monografien
- Deterritorializing gender in Sydney's breakdancing scene: a B-girl's experience of B-boying. 28. März 2022 (edu.au [abgerufen am 13. August 2024] Macquarie University).(Doktorarbeit)

### Aufsätze
- Rachael Gunn: Nocturnal Paradox: How Breakdancing Reveals the Potentials of the Night. In: Nocturnes: Popular Music and the Night. Springer International Publishing, Cham 2019, ISBN 978-3-319-99785-8, S. 147–162 (springer.com [abgerufen am 13. August 2024]).
- Rachael Gunn: Where the #bgirls at? politics of (in)visibility in breaking culture. In: Feminist Media Studies. Band 22, Nr. 6, 18. August 2022, ISSN 1468-0777, S. 1447–1462, doi:10.1080/14680777.2021.1890182 (tandfonline.com [abgerufen am 13. August 2024]).